# PlanetMath
PlanetMath là từ điển toán học trực tuyến miễn phí, cũng như cho phép người đăng nhập sửa chữa nội dung. Mục đích của nó nhằm nâng cao giáo dục toán học, với nội dung mở, cập nhật, chứa các liên kết trong nội dung. Có hơn 24.000 người đã đăng ký tham gia với nhiều lĩnh vực đóng góp khác nhau. Nhằm hướng tới sự hoàn thiện, dự án này hiện có máy chủ do Đại học Waterloo quản lý. Trang web này sở hữu bởi tập đoàn phi lợi nhuận ở Mỹ, "PlanetMath.org, Ltd".
Ý tưởng hình thành trang PlanetMath khi trang web từ điển trực tuyến miễn phí MathWorld phải đóng cửa tạm thời trong 12 tháng bởi liên quan đến vụ kiện bản quyền từ nhà xuất bản CRC Press đối với tập đoàn Wolfram Research và người viết trang web (hay tác giả của MathWorld) Eric Weisstein.